# Alchemilla imberbis
Alchemilla imberbis é uma espécie de rosácea do gênero Alchemilla, pertencente à família Rosaceae.